# Cabestany (Montcortès de Pallars)
Cabestany, en algunes publicacions esmentat, erròniament, com a Capestany o Capdestany i d'altres com a Cabestany de Montcortès, és un poble del terme municipal de 
Baix Pallars, a la comarca del Pallars Sobirà. Pertanyia a l'antic terme, suprimit el 1969, de Montcortès de Pallars. El 2013 tenia 4 habitants.
Està situat a la part central-occidental, a ponent i a prop de l'Estany de Montcortès.
Cabestany té l'església de Sant Romà en el mateix poble.

## Etimologia
En aquest cas es tracta, a partir de l'obra de Joan Coromines, d'un dels pocs topònims pallaresos d'origen romanic: cap de l'estany, aglutinat en capestany i més tard en cabestany. En efecte, el poble de Cabestany és en el cap de l'Estany de Montcortès.

## Geografia

### El poble de Cabestany

#### Les cases del poble[3]
| - Casa Casó - Casa Casolà | - Casa Corts - Casa Gineró | - La Rectoria - Casa Vicent |

## Història

### Edat moderna
En el fogatge del 1553, Cabestany, juntament amb Balestui, Bretui, Moncortès i Puigcerver, declara 27 focs laics i 1 d'eclesiàstic.

### Edat contemporània
Pascual Madoz dedica un breu article del seu Diccionario geográfico... a Cabestany. S'hi pot 
llegir que el poble està situat en una petita elevació en una plana, al costat de l'Estany de Montcortès, on és combatut per tots els vents, principalment del nord. El clima hi és fred, i produeix inflamacions. Tenia en aquell moment 6 cases i l'església, dedicada a Sant Romà, sufragània de la de Montcortès. Descriu el territori de Cabestany com a pedregós i muntanyós.
S'hi collia blat, sègol, ordi, fruita i hortalisses, i hi ha pastures. S'hi criaven ovelles i vaques, i hi havia caça de llebres, conills, perdius i aus de pas. La població està comptabilitzada en la de Montcortès.

## Demografia
| 2000 | 2002 | 2004 | 2006 | 2008 | 2010 | 2011 | 2013 |
| ---- | ---- | ---- | ---- | ---- | ---- | ---- | ---- |
| 2    | 2    | 2    | 2    | 2    | 2    | 2    | 4    |

Les dades del 1553 són 28 focs, és a dir, llars. Cal comptar a l'entorn de 5 persones per foc. Ara bé, les 28 cases corresponen a la suma dels pobles de Cabestany, Bretui, Balestui, Montcortès i Puigcerver.

## Comunicacions
Una pista veïnal en bon estat duu de Cabestany a Moncortès en 2,5 quilòmetres. La carretera de Gerri de la Sal a la Pobleta de Bellveí relliga Montcortès amb les dues viles esmentades. Recentment asfaltada, en 6,2 quilòmetres s'arriba a la Pobleta de Bellveí, i en 11,9 a Gerri de la Sal. No existeix cap mena de transport públic per arribar a Cabestany.